# サイヨーク・プンパンモアン
サイヨーク・プンパンモアン（泰: ไทรโยค พุ่มพันธ์ม่วง, 英: Saiyok Pumpanmuang , 1983年10月23日 - ）は、タイの男性ムエタイ選手、キックボクサー。ピッサヌローク県出身。元ルンピニー・スタジアム認定スーパーウェルター級王者。元WMC世界スーパーライト級王者。
タイにおいてライト級（135ポンド＝61.2キロ）以上の選手の需要は非常に少なく、これ以上の階級となると国内では中々試合が組まれない。このような大型ムエタイ選手にとっての主戦場は海外が中心となる。
サイヨークもヨーロッパを中心に試合をしていき、徐々に知名度を上げていった。

## 戦績
| キックボクシング 戦績 | キックボクシング 戦績 | キックボクシング 戦績 | キックボクシング 戦績 | キックボクシング 戦績 | キックボクシング 戦績 | キックボクシング 戦績 |
| --------------------- | --------------------- | --------------------- | --------------------- | --------------------- | --------------------- | --------------------- |
| 235 試合              | (T)KO                 | 判定                  | その他                | 引き分け              | 無効試合              |                       |
| 195 勝                | 27                    |                       |                       | 1                     |                       |                       |
| 39 敗                 |                       |                       |                       | 1                     |                       |                       |

| 勝敗 | 対戦相手                       | 試合結果               | 大会名                                                                              | 開催年月日     |
| ○    | シドリック・ミュラー           | 4R TKO                 | Thailand King's Birthday                                                            | 2010年12月5日  |
| ○    | アブダラ・マーベル             | 5R終了 判定            | France vs Lumpinee 【ルンピニー・スタジアム認定スーパーウェルター級タイトルマッチ】 | 2010年10月29日 |
| ○    | Antuan Siangboxing             | 5R終了 判定            | Thailand vs Challenger Onesongchai Series, Sanam Luang                              | 2010年8月12日  |
| ○    | バクルル・バアイ               | 3R KO                  | 不明                                                                                | 2010年8月6日   |
| ○    | セコウ・デムベレ               | 5R終了 判定            | Thepprasit Fairtex Stadium                                                          | 2010年7月29日  |
| ○    | エドガー・エヌズンガ           | 4R KO（ローキック）    | Star Muaythai V                                                                     | 2010年4月10日  |
| ○    | ファリッド・ヴリアム           | 5R終了                 | Lumpinee Stadium 【ルンピニー・スタジアム認定スーパーウェルター級王座決定戦】       | 2010年2月26日  |
| ○    | ウォーレン・スティーブルマンズ | 5R終了 判定            | SLAMM "Nederland vs Thailand VI"                                                    | 2009年11月29日 |
| ○    | アーメン・ペトロシアン         | 5R終了 判定            | Janus FightNight: Thai Boxe Last Challenge                                          | 2009年11月7日  |
| ○    | バクルル・バアイ               | 5R KO（左ハイキック）  | Muay Thai Mayhem : In the Beginning                                                 | 2009年10月17日 |
| ○    | サムランチャイ・９６ピーナン   | 5R終了 判定            | Battle of Sweden II                                                                 | 2009年9月26日  |
| ○    | デミトリー・ウスクノフ         | KO                     | Libogen Fight Night X: Chariots of Fire                                             | 2009年8月8日   |
| ○    | ハリー・ロードウィジクス       | 3R 2:28 KO（左膝蹴り） | Star Muaythai IV                                                                    | 2009年5月30日  |
| ○    | ルドルフ・ドゥリカ             | 5R終了 判定            | C-4 Thaiboxing part 4                                                               | 2009年5月9日   |
| ○    | セマス・コーガン               | 2R KO                  | Chitalada Showdown II                                                               | 2009年4月5日   |
| ○    | ブルース・マークフィー         | 2R TKO                 | Libogen Fight Night IX                                                              | 2009年2月21日  |
| ○    | サムランチャイ・９６ピーナン   | 5R終了 判定            | Lumpinee Stadium                                                                    | 2009年1月2日   |
| ○    | フィクリ・ティアルティ         | 5R終了 判定            | SLAMM "Nederland vs Thailand V"                                                     | 2008年11月29日 |
| ○    | Hicham Hachem                  | 2R KO                  | Libogen Fight Night VIII                                                            | 2008年9月17日  |
| ○    | ノ・ジェギル                   | 3R終了 判定            | Libogen Fight Night VII                                                             | 2008年8月21日  |
| ○    | ダイスケ・ルークハマッコ       | 1R 2:30 KO             | Muay Thai Wave from YOKOHAMA7                                                       | 2008年8月3日   |

## 獲得タイトル
- WMC世界スーパーライト級王座（2006年）
- ルンピニー・スタジアム認定スーパーウェルター級王座（2010年）
- WBCアジアウェルター級シルバー王座（2014年）